# カウナス消防会館

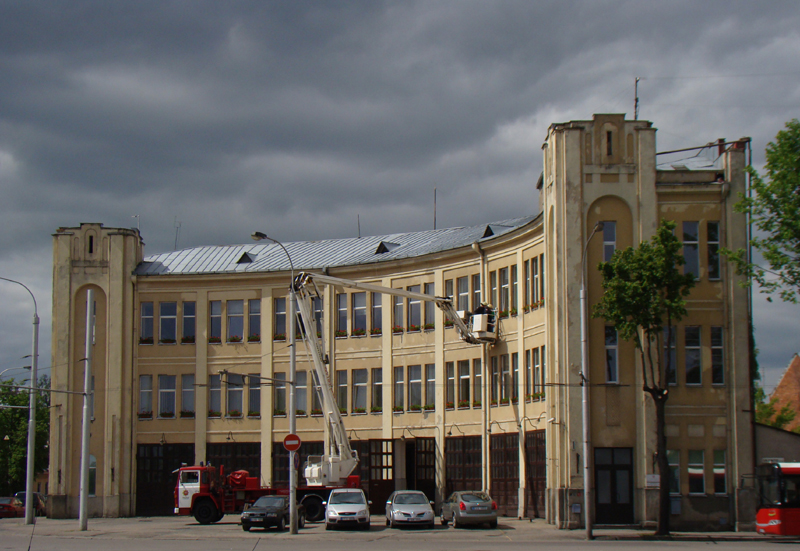
カウナス消防会館

カウナス消防会館（カウナスしょうぼうかいかん、リトアニア語: Ugniagesių rūmai Kaune）は、リトアニアのカウナス市の中心にある消防署。ネムナス通りとカンタス通りの交差点に位置している。1930年に建てられた。
建築家のエドムンダス・フリーカスおよびアンタナス・ヨキマスによる設計で知られる建築遺産で、カーブ状の壁が特徴的である。
座標: 北緯54度53分41秒 東経23度54分08秒 / 北緯54.89472度 東経23.90222度